# Gongrocnemis fissa
Gongrocnemis fissa är en insektsart som beskrevs av Henri Saussure och Francois Jules Pictet de la Rive 1898. Gongrocnemis fissa ingår i släktet Gongrocnemis och familjen vårtbitare. Inga underarter finns listade i Catalogue of Life.